# Zotalemimon subglabrata
Zotalemimon subglabrata là một loài bọ cánh cứng trong họ Cerambycidae.